# Segelfluggelände Weißenburg-Wülzburg

i7
i11
i13
Das Segelfluggelände Weißenburg-Wülzburg liegt nahe der Großen Kreisstadt Weißenburg i. Bay. in Mittelfranken am Rand der fränkischen Jurahochebene. Etwa 1 km westlich des Platzes liegt die Festung Wülzburg.

## Flugbetrieb
Das Segelfluggelände ist außer für Segelflugzeuge auch für Ultraleichtflugzeuge, Motorsegler und Schleppflugzeuge freigegeben. Die Start- und Landebahn weist mit 30 m Höhenunterschied ein sehr großes Gefälle in Richtung der Piste 23 auf. Daher sind Landungen für ortsfremde Piloten nur in Richtung 05 empfohlen, in der die Piste eine entsprechende Steigung aufweist.
Der Flugplatz ist von Ingolstadt aus über die Bundesstraße 13 und von Nürnberg aus über die B 2 zu erreichen.